# Daughters Who Pay
Pour plus de détails, voir Fiche technique et Distribution.
Daughters Who Pay est un film américain réalisé par George Terwilliger et sorti en 1925. Une copie du film est conservée à dans les archives de la George Eastman House.

## Synopsis
Margaret Smith mène une double-vie : elle est Sonia, une danseuse russe dans les cafés pendant la semaine, et Miss Smith le dimanche. Le prétendant de Margaret, Dick, est le fils d'un millionnaire. Le frère de Margaret a volé une importante somme d'argent au père de Dick. Pendant ce temps, à la suite de la révolution d'Octobre de 1917, l'agent communiste Serge Romonsky met en place des actions terroristes contre le gouvernement des États-Unis.

## Fiche technique
- Titre : Daughters Who Pay
- Réalisation : George Terwilliger
- Société de production : Banner Productions[3]
- Pays de production :  États-Unis
- Langue : Muet
- Format : Noir et blanc — 35 mm — 1,33:1
- Durée : 1 432 m (6 bobines)[3]
- Genre : Drame
- Date de sortie : 
  - États-Unis : 10 mai 1925

## Distribution
- Marguerite De La Motte : Sonia Borisoff/Margaret Smith
- John Bowers : Dick Foster
- J. Barney Sherry : Henry Foster
- Béla Lugosi : Serge Romonsky
- Marie Schaefer : Tante Mary
- Joseph Striker : Larry Smith